# Melanophryniscus macrogranulosus
Melanophryniscus macrogranulosus är en groddjursart som beskrevs av Braun 1973. Melanophryniscus macrogranulosus ingår i släktet Melanophryniscus och familjen paddor. IUCN kategoriserar arten globalt som sårbar. Inga underarter finns listade i Catalogue of Life.